# Subtelna gra – Złota kolekcja
Subtelna gra – Złota kolekcja – album polskiej wokalistki Krystyny Prońko, złożony ze znanych nagrań z jej wcześniejszych płyt (część utworów została nagrana przez artystkę na nowo). Większość tytułów to kompozycje Krystyny Prońko, dwa ostatnie nagrania zamieszczone na płycie pochodzą z koncertów.
Płyta CD została wydana w 2001 przez Pomaton (7243 5 36033 2 8) w serii Złota Kolekcja. 

## Muzycy
- Krystyna Prońko – śpiew
- zespoły towarzyszące

## Lista utworów
| 1.  | "Z samotności" (remake z 2000) (muz. Krystyna Prońko, sł. Andrzej Mogielnicki)                                | 3:16    |
|     | |         |
| 2.  | "Subtelna gra" (remake z 2000) (muz. Krystyna Prońko, sł. Bogdan Olewicz)                                     | 4:44    |
|     | |         |
| 3.  | "Złość" (nagranie oryginalne z 1997) (muz. Krystyna Prońko, sł. Bogdan Olewicz)                               | 3:46    |
|     | |         |
| 4.  | "Opadają mi ręce" (nieprzytomny mix 1999) (muz. Krystyna Prońko, sł. Asja Łamtiugina)                         | 4:47    |
|     | |         |
| 5.  | "Deszcz w Cisnej" (nagranie oryginalne z 1976) (muz. Jacek Mikuła, sł. Bogdan Olewicz)                        | 3:37    |
|     | |         |
| 6.  | "Bożek gorzelny" (nagranie z 1994) (muz. Krystyna Prońko, sł. Jacek Cygan)                                    | 4:36    |
|     | |         |
| 7.  | "Akcja spekulacja" (nagranie z 1994) (muz. Krystyna Prońko, sł. Jacek Cygan)                                  | 3:22    |
|     | |         |
| 8.  | "Może pisać to palcem na wodzie" (nagranie z 1994) (muz. Krystyna Prońko, sł. Małgorzata Maliszewska)         | 5:07    |
|     | |         |
| 9.  | "Byle do brzegu" (remake z 2000) (muz. Krystyna Prońko, sł. Małgorzata Maliszewska)                           | 2:31    |
|     | |         |
| 10. | "Kto dał nam deszcz" (nagranie z 1980) (muz. Krystyna Prońko, Wojciech Olszewski, sł. Małgorzata Maliszewska) | 4:05    |
|     | |         |
| 11. | "Prośba powszednia" (nagranie z 1989) (muz. Krystyna Prońko, sł. Małgorzata Maliszewska)                      | 4:12    |
|     | |         |
| 12. | "Uratuj mnie, uratuj siebie" (nagranie z 1989) (muz. Krystyna Prońko, sł. Marek Gast)                         | 3:15    |
|     | |         |
| 13. | "Tłukę odbicie w szkle" (nagranie z 1994) (muz. Krystyna Prońko, sł. Ewa Żylińska)                            | 3:19    |
|     | |         |
| 14. | "Resztki piór" (nagranie z 1989) (muz. Krystyna Prońko, sł. Marek Gast)                                       | 2:28    |
|     | |         |
| 15. | "Pocałuj na dobranoc" (nagranie z 1996) (muz. Krystyna Prońko, Gustaw Szepke sł. Gustaw Szepke)               | 3:57    |
|     | |         |
| 16. | "Pieśń V" (nagranie z 1994) (muz. Krystyna Prońko, Gustaw Szepke sł. Konstanty Ildefons Gałczyński)           | 3:23    |
|     | |         |
| 17. | "Okruch opłatka" (nagranie z 1998) (muz. Krystyna Prońko, sł. Jacek Banach)                                   | 3:23    |
|     | |         |
| 18. | "Modlitwa o miłość prawdziwą" (nagranie live z 1996) (muz. Jacek Mikuła, sł. Bogdan Olewicz)                  | 4:20    |
|     | |         |
| 19. | "Jesteś lekiem na całe zło" (nagranie live z 1996) (muz. Marek Stefankiewicz, sł. Bogdan Olewicz)             | 5:23    |
|     | |         |
|     | | 1:13:31 |
|     | |         |